# 霍恩贝格 (下奧地利州)
霍恩贝格是奥地利下奥地利州利林费尔德县的一个市镇。总面积56.62平方公里，总人口1585人，人口密度28.0人/平方公里（2005年）。